# Иванов, Евгений Викторович (игрок в дартс)
Евге́ний Ви́кторович Ивано́в (4 июня 1967, д. Белоусово, Горьковская область) — российский дартсмен. Чемпион России в командном разряде, бронзовый призёр чемпионата России в личном разряде. Мастер спорта России.

## Биография
В дартс начал играть в 1993 году. Первый тренер — Вячеслав Новиков.
В 2013 году стал победителем командного чемпионата России, играя в составе сборной Московской области вместе с Львом Кузьмичёвым, Алексеем Пигаревым и Сергеем Корнеевым. В 2019 году занял третье место в личном чемпионате России.

## Вне спорта
Окончил Московский авиационный институт по специальности «инженер-радиоэлектроник». Работает менеджером по продажам в фирме, занимающейся системами безопасности, также работает детским тренером. Живёт в Красногорске (Московская область).

## Личная жизнь
Холост, воспитывает двоих сыновей. Есть младшая сестра.
Сын Максим в 2015 году выиграл юниорский чемпионат России по дартсу, играя в паре с Максимом Алдошиным.

## Достижения

### Личные
- Бронзовый призёр чемпионата России (2019)

### Командные
- Чемпион России (2013)